# Język taabwa
Język taabwa (także jako język ichitaabwa, rungu, taabua, tabwa) – język z rodziny bantu używany na południowo-wschodnim wybrzeżu jeziora Tanganika w kongijskiej prowincji Katanga i północno-wschodniej Zambii.
W 1982 roku mówiło nim 382 tys. osób, w tym ok. 250 tys. Kongijczyków.